# Oxybrachioppia ctenifera
Oxybrachioppia ctenifera är en kvalsterart som först beskrevs av Golosova 1970.  Oxybrachioppia ctenifera ingår i släktet Oxybrachioppia och familjen Oppiidae. Inga underarter finns listade i Catalogue of Life.